# Enfermedad psicogénica de masas
La Enfermedad Psicogénica de masas (MPI), también llamada Enfermedad sociogénica masiva o solo enfermedad sociogénica es la rápida propagación de signos y síntomas de enfermedad que afectan a los miembros de un grupo cohesionado, que se origina de un sistema nervioso que implica excitación, pérdida o alteración de la función, por el cual las quejas físicas que se exhiben inconscientemente no tienen una causa orgánica correspondiente. MPI es distinto de otros delirios colectivos, también incluidos bajo los términos generales de la histeria colectiva, en que el MPI causa síntomas de enfermedad, aunque no existe una causa orgánica.
Hay una clara preponderancia de víctimas femeninas.  El DSM-IV-TR no tiene un diagnóstico específico para esta condición, pero el texto que describe el trastorno de conversión establece que "en 'la histeria epidémica', los síntomas compartidos se desarrollan en un grupo circunscrito de personas después de la 'exposición' a un precipitante común".

## Estado actual de la investigación
Según Balaratnasingam y Janca, "la histeria colectiva es hasta la fecha una condición poco conocida. Existe poca certeza con respecto a su causa".
Además de las dificultades comunes a todas las investigaciones relacionadas con las ciencias sociales, incluida la falta de oportunidades para experimentos controlados, la enfermedad sociogénica masiva presenta dificultades especiales para los investigadores en este campo. Balaratnasingam y Janca informan que los métodos para "diagnosticar la histeria colectiva" siguen siendo polémicos. Según Timothy Jones, del Departamento de Salud Pública de Tennessee, MPI "puede ser difícil de diferenciar del bioterrorismo, la infección que se propaga rápidamente o la exposición tóxica aguda".
148/5000
Estos problemas son el resultado del diagnóstico residual de MPI. Singer, de las Escuelas Uniformadas de Medicina, pone los problemas con un diagnóstico así "Si encuentras un grupo de personas enfermándose, investigas, mides todo lo que puedes medir". . . y cuando todavía no puede encontrar ninguna razón física, dice: "bueno, no hay nada más aquí, así que vamos a llamarlo un caso de MPI". "Hay una falta de lógica en una discusión que procede: "No hay cualquier cosa, así que debe ser MPI". Impide la idea de que un factor orgánico podría haber sido pasado por alto. Sin embargo, ejecutar una gran cantidad de pruebas extiende la probabilidad de falsos positivos.
El psiquiatra británico Simon Wesseley distingue dos formas de MPI:
- Histeria de ansiedad en masa "Consiste en episodios de ansiedad aguda, que ocurren principalmente en escolares. La tensión previa está ausente y la rápida propagación es por contacto visual ".
- Histeria motor de la masa "Consiste en anormalidades en el comportamiento motor. Ocurre en cualquier grupo de edad y hay tensión previa. Los casos iniciales se pueden identificar y la propagación es gradual. . . . [E] l brote puede ser prolongado ".

Si bien su definición a veces se cumple, otros como Ali-Gombe et al. de la Universidad de Maiduguri, Nigeria, refutan la definición de Wesseley y describen brotes con características tanto de histeria motora masiva como de histeria de ansiedad masiva.
Una explicación desde la psicología evolucionista para este desorden, así como el trastorno de conversión en general, es que el síntoma puede haber sido evolutivamente ventajoso durante la guerra. Un no combatiente con estos síntomas señala de forma no verbal, posiblemente a alguien que habla un idioma diferente, que no es peligroso como combatiente y que también puede estar portando alguna forma de enfermedad infecciosa peligrosa. Esto explicaría que el trastorno de conversión pueda desarrollarse después de una situación amenazante, que pueda haber un efecto de grupo con muchas personas desarrollando simultáneamente síntomas similares, y la diferencia de género en la prevalencia.

## Aspectos comunes en los brotes
Las características de los brotes de MPI a menudo incluyen:
- síntomas que no tienen una base orgánica plausible;
- síntomas que son transitorios y benignos;
- síntomas con inicio y recuperación rápidos;
- ocurrencia en un grupo segregado;
- la presencia de una ansiedad extraordinaria;
- síntomas que se propagan a través de la vista, el sonido o la comunicación oral;
- un diferencial que se mueve hacia abajo en la escala de edad, comenzando con personas mayores o de mayor estatus
- una preponderancia de mujeres participantes

Además, la enfermedad puede reaparecer después del brote inicial.

## Síntomas comunes
Jones compila los siguientes síntomas con base en sus características comunes en los brotes que ocurren en 1980-1990:
| Síntoma                                               | Porcentaje |
| ----------------------------------------------------- | ---------- |
| Dolor de cabeza                                       | 67         |
| Mareos o aturdimiento                                 | 46         |
| Náusea                                                | 41         |
| Dolor o calambres abdominales                         | 39         |
| Tos                                                   | 31         |
| Fatiga, Somnolencia o debilidad                       | 31         |
| Garganta dolorida o en llamas                         | 30         |
| Hiperventilación o dificultad para respirar           | 19         |
| Ojos llorosos o irritados                             | 13         |
| Opresión en el pecho / dolor en el pecho              | 12         |
| Incapacidad para concentrarse / problemas para pensar | 11         |
| Vómito                                                | 10         |
| Hormigueo, entumecimiento o parálisis                 | 10         |
| Ansiedad o nerviosismo                                | 8          |
| Diarrea                                               | 7          |
| Problema con visión                                   | 7          |
| Salpullido                                            | 4          |
| Pérdida de consciencia/síncope                        | 4          |
| Picor                                                 | 3          |

## Predisposición para la enfermedad psicogénica
La hipótesis de que los propensos a la extroversión o el neuroticismo, o aquellos con bajos puntajes de CI, tienen más probabilidades de verse afectados en un brote de epidemia histérica no ha sido respaldada de manera consistente por la investigación. Bartholomew y Wesseley afirman que "parece claro que no hay una predisposición particular a la enfermedad sociogénica masiva y que es una reacción conductual que cualquiera puede mostrar en las circunstancias correctas".
Las mujeres se ven afectadas con una enfermedad psicógena masiva en mayor proporción que los hombres. Los adolescentes y los niños con frecuencia se ven afectados en los casos de MPI.

## Historia y ejemplos

### Edad media
Los primeros casos estudiados vinculados con la histeria epidémica son las manías del baile de la Edad Media, incluida la danza de San Vito, San Juan y el tarantismo. Se suponía que estos estaban asociados con la posesión del espíritu o la picadura de la tarántula. Los afectados por la manía del baile bailaban en grupos grandes, a veces durante semanas. El baile a veces iba acompañado de desnudarse, aullar, hacer gestos obscenos o incluso (según los informes) reír o llorar hasta el punto de la muerte. La manía del baile se extendió por Europa.
Entre los siglos XV y XIX, los casos de histeria motora eran comunes en los conventos de monjas. Las jóvenes que componían estos conventos generalmente eran obligadas a internarse allí por su familia. Una vez aceptadas, tomaban votos de castidad y pobreza. Sus vidas estaban altamente reglamentadas y a menudo marcadas por una estricta acción disciplinaria. Las monjas exhibirían una variedad de comportamientos, usualmente atribuidos a la posesión demoníaca. A menudo usaban un lenguaje vulgar y exhibían comportamientos sugestivos. Las monjas de un convento maullaban regularmente como gatos. Los sacerdotes a menudo eran llamados para exorcizar demonios.